# Миссия милосердия: спасение рейса № 771
«Миссия милосердия: спасение рейса № 771» (англ. Mercy Mission: The Rescue of Flight 771) — австралийско-американский телефильм-драма режиссёра Роджера Янга, основанный на реальной спасательной операции, развернувшейся в ночь с 22 на 23 декабря 1978 года в небе над Тихом океаном.

## Сюжет
События разворачиваются в начале 1980-х годов. Близится Рождественская ночь, но новозеландским авиадиспетчерам и пилотам не до праздника. Американский пилот Джей Перкинс (Скотт Бакула) взялся перегнать маленький сельскохозяйственный самолёт Cessna 188 б/н 30771 из США в Австралию своим ходом, но заблудился при следовании от Паго-Паго к острову Норфолк из-за неисправного радиокомпаса. Дома пилота ждёт беременная жена, но он не знает своего местонахождения, топлива остаётся на считанные часы, а отправленные из Окленда спасательные самолёты не успеют достичь этого района до наступления темноты. К тому же надвигается сильный шторм, поэтому посадка на воду равносильна смерти.
Единственная надежда на спасение — большой авиалайнер Boeing 767 компании Air New Zealand, выполняющий пассажирский рейс 308 из Фиджи в Новую Зеландию и следующий на высоте 35 000 футов (10 700 м). Его пилотирует высокопрофессиональный экипаж, командир (КВС)  которого Гордон Ветт (Роберт Лоджиа), узнав о случившемся, решает помочь заблудившемуся пилоту, о чём сообщает своим пассажирам, на что те выражают согласие с этим решением. Boeing 767 — современный на то время самолёт, но все его новейшие компьютерные системы и радиолокаторы совершенно бесполезны в данной ситуации. Теперь Гордон Ветт вместе с коллегами должны вспомнить принципы простейшей навигации и найти этот маленький самолёт, затерянный в большом океане словно песчинка в пустыне.

## В ролях
| Актёр         | Роль                       |
| ------------- | -------------------------- |
| Роберт Лоджиа | Командир B-767 Гордон Ветт |
| Скотт Бакула  | пилот Cessna Джей Перкинс  |
| Ребекка Ригг  | Элен жена Перкинса         |

## Отличия от реальных событий

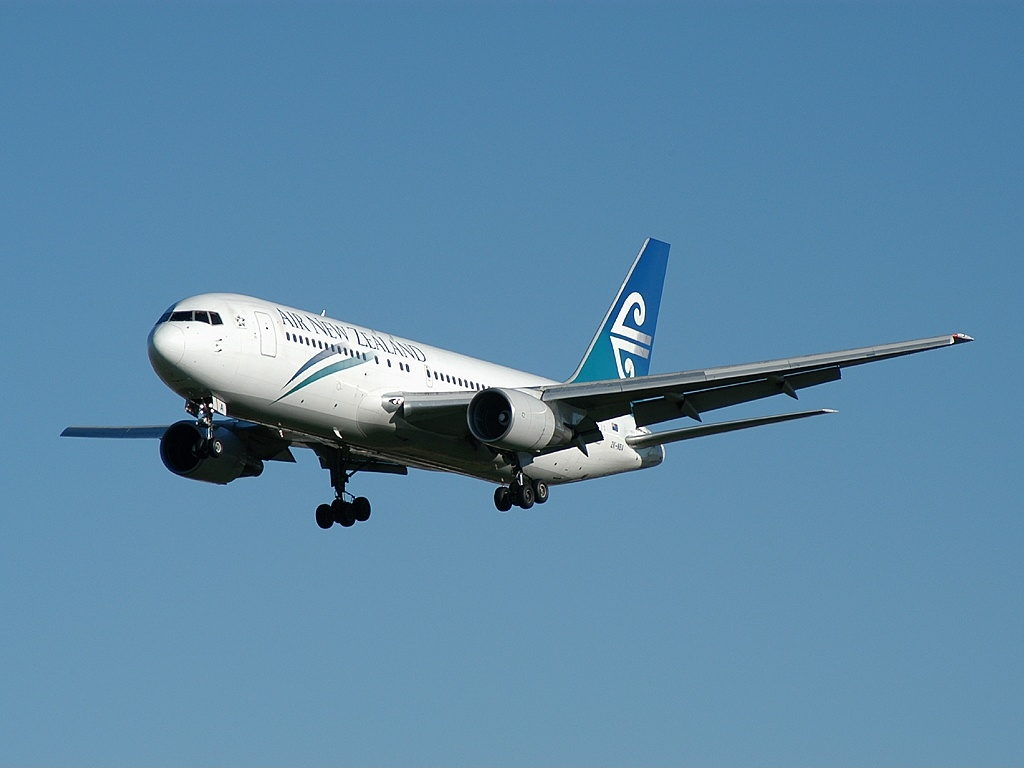
Снявшийся в фильме Boeing 767-219ER борт ZK-NBA в 2003 году

Хотя в целом сюжет, особенно в начале, схож с реальными событиями, сценаристы внесли ряд существенных изменений:
- В фильме события разворачиваются в рождественскую ночь начала 1980-х годов (1981, либо 1982 год), тогда как реальные происходили с 22 на 23 декабря 1978 года.
- По личным мотивам изменили имена пилотов, за исключением командира новозеландского экипажа (Гордон Ветт). При этом пилота, летевшего пассажиром, и бортинженера объединили.
- После аварии самолёта напарника во время вылета из Паго-Паго Джей продолжил полёт. В реальности он вернулся и остался на сутки.
- Новозеландский самолёт — Boeing 767-219ER, который выполняет рейс NZ-308. В реальном случае это был McDonnell Douglas DC-10-30, выполнявший рейс NZ-103. Зато совпадает не только маршрут полёта (Нанди—Окленд), но и число пассажиров (88).
- Убрана достаточно длительная сцена с буровой вышкой. На самом деле показанное в фильме визуальное обнаружение маленького самолёта ночью не получилось. Затем Джей увидел в темноте огни транспортируемой буровой вышки и стал кружить вокруг неё, а вскоре туда прилетел и самолёт Гордона.
- Сильная гроза — художественный вымысел, а поисковый самолёт всё-таки сопровождал «Цессну», но уже на подходе к аэропорту.
- Когда пилоты наконец увидели друг друга, реактивный самолёт следовал на высоте не 1000 футов (300 м), а на 10 000 футов (3000 м).
- В фильме «Цессна» садится в Окленде, вслед за реактивным самолётом, на самом деле «Цессна» приземляется на острове Норфолк.
- Финальная сцена также является вымыслом, так как самолёты садились в разных аэропортах.

### Ошибки
В фильме присутствует ряд исторических и сюжетных ошибок:
- В сцене вылета из Сан-Франциско на заднем плане крупно показан Boeing 747-400, появившийся в 1988 году.
- Хотя Boeing 767 выпускаются с 1982 года, в Air New Zealand они начали поступать только с 1985 года, причём показанный в фильме B-767-219ER с бортовым номером ZK-NBA и именем «Aotearoa» (название Новой Зеландии на языке маори) был самым первым 767-м в авиакомпании.
- В сцене вылета рейса 308 вместо Boeing 767 показан Boeing 737 Classic.